# Čerín
Čerín je obec na Slovensku v okrese Banská Bystrica. První písemná zmínka o ní pochází z roku 1300. Později vesnice patřila městu Zvolen. V 16. století vesnice musela platit daň Osmanské říši.

## Pamětihodnosti
Dominantou vsi je bezvěžový kostel svatého Martina z přelomu 13. a 14. století, dochovaný bez větších zásahů a ohrazený vysokou zdí se štěrbinovými střílnami. Za dřevěnou vstupní bránou se stojí dřevěná hranolová zvonice. V klenutém presbytáři jsou odhaleny nástěnné malby ze 14. století, strop lodi je zdoben pozdně gotickými šablonovými malbami. V podlaze presbytáře jsou umístěny dva náhrobníky ze 14. století. Pozoruhodný jei  vstupní portál se zdobným kováním dveří, podle všeho pocházejících z doby výstavby.
V katastrálním území Čačín leží přírodní rezervace Čačínska cerina a Jelšovec. V katastrálním území Čerín se nachází národní přírodní památka Mičinské travertíny.